# コンコルド協定
コンコルド協定（コンコルドきょうてい、Concorde Agreement）とは、フォーミュラ1 (F1) 世界選手権の運営方法や商業的な権利に関する協定である。選手権主催者である国際自動車連盟 (FIA) と、それに関わる商業的な権利を管理するフォーミュラ・ワン・マネージメント (FOM)、F1チームの3者間で締結されている。
名称の由来は、1981年の最初の協定締結当時にFIAの本部があったフランス・パリ市のコンコルド広場から採られている。

## 概要
F1世界選手権の競技ルールにあたるのがF1レギュレーション (Formula One Regulation) である一方、コンコルド協定は運営に関する各種の約束事を定めている。選手権に参戦する全チームが、参戦または作成・更新時に同意する署名をしており、各チームはこの協定に従わなければならない。
協定書は1冊の本ではなく、バラバラの文章をまとめたもので、頻繁に改定・変更が加えられている。非常に煩雑な体裁であるため、チーム代表でも読破することが難しいといわれる。内容に関しては守秘義務が徹底されており、関係者の口から明かされることはない。協定書ごとに微妙に文言が変えられており、メディアに流出した場合、誰が情報を漏らしたか分かるようになっているという。しかし、現在では撤退したチームから流出したと思われる旧協定書を参考にして、大まかな仕組みを理解することができる。
協定の概要として、以下の様な取り決めがある。
- FIAによる世界選手権の主催、統治
- FIAによるレギュレーションの変更に関する手順
- 各グランプリにおける賞金および収益の配分方法
- FOMが統括するテレビ放映権による収益の配分方法

協定には有効期間があり、全チームの署名により更新される。旧協定は一部のチームがサインしないまま2007年末で失効し、2009年まで覚書によって運営されていたが、2009年7月に新協定が締結され、2012年末まで有効となっていた。その次の協定は2013年から2020年までの8年間で、2013年7月にFIA・FOM・チームの3者間で「基本的な枠組み」について合意に達し、同年9月27日にFIA - FOM間の契約が結ばれた（チームとの正式契約は時期不明）。さらに2020年には2021 - 2025年の協定が結ばれ、2025年には2026 - 2030年の協定が締結された。

### エントリー要項
選手権への参戦（エントリー）に関しては次のような取り決めがある。
- チームは車体（シャシー）の設計に関する諸々の知的財産権を所有するコンストラクター（製造者）でなければならない。パワーユニット（エンジン、ERSなど）とギアボックスは条件に含まれない。参戦中の他チームからシャシーを購入することはできない。
- シャシー銘柄（コンストラクター名）を変更する場合は、FIA下部組織のF1委員会において全チームの同意が必要とされる。
- 参戦可能なチームは最大13チーム、出走可能なマシンは26台（各チーム2台）まで。2018年時点では10チームが参戦し、残り3枠が空いている。
- チームは協定期間中の全レースに参戦する義務を負う。不測の事態を除き、レースを欠場した場合は罰金が課せられる。
- 新チームが参入するためにはFIAのエントリー審査を通過し、1,600万ポンドの供託金を納める必要がある（2017年現在[9][注 2]）。供託金は分割で返済されるが、期間内に参戦できないと全額が没収される。ただし、既存チームの参戦権を購入する場合、これらの手続きは不要とされる。

他のレースカテゴリと違い、新規参入を規制している背景には、競技レベルを高水準に維持するという名目がある。1980年代末から1990年代前半にかけてチーム数が急増した際、チーム体制が脆弱なためレースを欠場したり、短期間で撤退するなどの事例が相次いだことから、このような基準が導入された。コスト削減や競争の活性化といった面から、カスタマーシャシーやサードカーの使用解禁が議論されてきたが、チーム間の勢力図に影響するため合意に至っていない。

### 収益分配
F1には各レースごとに支払われる賞金がない。代わりに、F1の商業権保有者であるFOMが管理する年間収益の中から、コンコルド協定に基づき各チームに分配金が支払われる。その仕組みは協定の骨子とされ、一般には公表されない。チーム側は分配金の増額を要求しており、協定更改時には論争の火種となる。
イギリス『AUTOSPORT』誌によると、2017年は定常的な収益の推定13億8000万ドルの約68%に当たる約9億4000万ドルが以下の通り分配される。これにより、フェラーリが全10チーム中最多金額となる1億8000万ドルを受け取ることになる。
- コラム1 - 過去3年中2回の順位に基づき、資格のある全チームへ均等に3600万ドルが分配される。マノーが撤退したため、マノーが受け取るはずの分配金も他のチームへ支払われた。なお、前年に参戦したばかりのハースはコラム1の対象外となる。
- コラム2 - 2016年のコンストラクターズランキング1位から10位までのチームに支払われ、順位によって受け取れるパーセンテージが変わる。例として1位は19%、6位は9%、10位は4%という割合で計算される。
- コンストラクターズ・チャンピオンシップ・ボーナス (CCB) - 他とは別の契約によりフェラーリ、メルセデス、レッドブル、マクラーレンの4チームにのみ与えられる。
- ロングスタンディング・チーム (LST) - 長期参戦という実績に対し、フェラーリのみが6800万ドルを受け取っている。
- その他 - 2回のタイトルを獲得という当初の目標を達成したメルセデス、現コンコルド協定に最初にサインしたレッドブル、伝統あるチームであるウィリアムズも、それぞれ独自の契約によるボーナスを受け取っている。

なお、年間レース数は最大21戦までと決められており、それ以上開催する場合は全チームの同意が必要となる。

## 歴史

### 協定の誕生
コンコルド協定の誕生の背景には、1970年代からF1の興行面を一手に取り仕切るようになったバーニー・エクレストンと、1978年にFIAの下部組織だった国際自動車スポーツ連盟 (FISA) 会長に就任したジャン＝マリー・バレストルとの対立がある。
エクレストンは元々F1のブラバムチームのオーナーであったが、当時レース主催者から各チームに支払われていたスターティングマネー（出走料）の交渉などを他チームから任されるようになり、1974年にF1製造者協会 (FOCA) が結成されるとその実権を握った（1978年に正式に会長に就任）。その後F1界の事実上のボスとして、レース主催者やテレビ局等との交渉窓口となり、F1界に大きな収益をもたらした。
エクレストンがF1における権力を増して行ったことに対し、本来F1を統括する立場にあるFISAの会長としてバレストルは不満を示していたが、1980年にいわゆるウィングカー（グラウンド・エフェクト・カー）の危険性が表面化すると、バレストル率いるFISAは安全性の確保を理由に、チーム側の反対を押し切ってウィングカーの可動式サイドスカートを禁止するなどの規制を実施した。ただ、その手法があまりにも強権的であったことから、エクレストンらFOCA陣営はこれに強く反発し、一時は「FISA-FOCA戦争」として知られる対立状態に陥った。
当時FOCA側にはブラバムやマクラーレン、ティレルらイギリスに拠点を置くコンストラクターが集まっていたのに対し、FISA側はフェラーリ、ルノー、アルファロメオらヨーロッパ大陸に拠点を置くメーカー系チームの支持を得ていた状態であった。1980年シーズンの第7戦に予定されていたスペインGPにはFOCA系チームのみが参加したが、FISAはこのレースを選手権から除外した。FOCA陣営は同年11月に世界モータースポーツ評議会 (World Federation of Motorsport) を立ち上げ、選手権からの離脱をちらつかせながら、1981年2月の南アフリカGPを自主開催したが、興行的には不成功に終わった。
このような分裂の危機を収拾すべくFISAとFOCAの間で交渉が行われ、1981年3月に最初のコンコルド協定が結ばれた。同協定の詳細は不明だが、一般的にはF1のレギュレーション制定などの面でFISAに最終的な権限があることを認める一方で、F1の興行面に関してはFOCAに全権利を委任することを認めたといわれる。

### 契約延長
当初のコンコルド協定は翌1982年から5年間有効だったが、以後5年毎に改定・延長が行われた。
1987年の改定では、FOCAが持つF1の商業権の管理を、エクレストンが新たに設立したFormula One Promotions and Administration (FOPA、現在のフォーミュラワン・グループの前身) に任せることになり、その代償としてFOPAがF1のテレビ放映権及びプロモーターからの収入の一部を受け取る形となった。これによりFOPAが大きな収入を得るようになりエクレストンがその権力基盤を強化していった一方で、FOCAは有名無実化していくことになる。
しかし1997年の改定において、エクレストン率いるFOA（FOPAから名称変更）が大きな利益を独占していることに反発したマクラーレン、ティレル、ウィリアムズの3チームが協定にサインしない事態となる。このためエクレストンと前記の3チームの間で交渉が行われた結果、1998年に改めて10年間有効な新協定が結ばれ、以後これが2007年まで有効な状態だった。

### 自動車メーカー連合との対立
1990年代までのコンコルド協定は、閉鎖的な環境の中で持ちつ持たれつの関係で成り立っていた。しかし、2000年代に入ると大手自動車メーカーがワークス体制で参戦するようになり、エクレストンがF1の商業権から得られる利益の大半を得ていることに反発する動きを見せるようになる。
2001年にはフィアット（フェラーリの親会社）、ルノー（当時既にベネトンを買収済み）、BMW（当時はウィリアムズにエンジンを供給）、メルセデス・ベンツ（当時マクラーレンにエンジンを供給）、フォード（当時ジャガーとコスワースエンジンを保有）の5社が、コンコルド協定が切れる2008年より新シリーズ「グランプリ・ワールド・チャンピオンシップ」（Grand Prix World Championship(GPWC)）を立ち上げることを発表した。
これに対し、エクレストン側もGPWCメンバーの切り崩しに乗り出し、2005年にはフェラーリがGPWCを離脱して2008年以降の新コンコルド協定の覚書にサイン。またフォード（ジャガー）が2004年限りでF1から撤退してしまったため、GPWC側は新たにホンダとトヨタの2メーカーを加え、名称を「グランプリ・マニュファクチャラーズ・アソシエーション」（Grand Prix Manufacturers' Association(GPMA)）と改称した。
ただ、これらの動きはいずれも「メーカーがエクレストン側からより多くの利益を引き出すためのブラフ」と見られており、本気でメーカー側が新シリーズを立ち上げると予想していた者は少なかった。実際2006年5月にはGPMAが新コンコルド協定の交渉に臨むことを表明。同年8月にはトヨタが「GPMAは一定の役割を終えた」としてGPMAを脱会。2007年2月にはトヨタより前から離脱の噂が出ていて実際活動もしていなかったルノーも離脱し、シリーズ分裂騒動は一旦収束した。

### 外部漏洩の危機
コンコルド協定の口外は固く禁じられているが、2003年にはあわや暴露される寸前の出来事が起きた。2003年、上位チームが資金を供出し、下位チームを救済する通称「ファイティング・ファンド」の設立が提案されたが、金額面で意見がまとまらなかった。資金難に喘いでいたミナルディのオーナー、ポール・ストッダートがこれにしびれを切らし、カナダGPの公式会見の席で「コンコルド協定のコピーを記者に配布する」と発言。他のチーム代表たちと口論する一幕もあった。この捨て身の行動に対し、エクレストンが金銭的な支援で収拾を図り、協定の暴露は未遂に終わった。
2005年には、コンコルド協定のコピーを入手したというジャーナリストが、インターネットサイトの有料購読者に内容を公開する出来事も起こった。この資料の年度は「1997年」であり、「1998年発効の正式版」に向けた準備稿と見られるが、協定の実態が一般に知られるきっかけになった。

### カスタマーシャシー問題
2008年からの新協定の締結における最大の焦点は、他のコンストラクターが製造しているマシン（シャシー）を購入してレースに参戦できるようにするいわゆる「カスタマーマシン（シャシー）」問題であった。F1でもかつてはシャシーの購入が認められていたが、協定締結後はオリジナルのシャシーで参加しなければならないと決められていた。しかし、FIAの掲げる「コスト削減」「参戦チーム増加」のため導入が議論され、新協定でカスタマーマシンを認める規定が盛り込まれる予定であった。
しかし、上位チームが競争力のあるマシンを供給すると、中位以下の序列に影響を及ぼすことが懸念された。コンストラクターズ成績は分配金の額に直結するため、資金面の苦しい中位以下のチームにとっては死活問題となる。2007年シーズンはスーパーアグリとトロ・ロッソの両チームが（事実上の）カスタマーマシンでレースに参戦したことに対し、当初から反対していたウィリアムズやスパイカーの他、元々は反対表明をしていなかったルノー、トヨタまでも反対の意思を表明した。ただし、槍玉に上がった2チームは、それぞれホンダとレッドブルから第三者を介して知的所有権を入手しており、「コンストラクター間の取引禁止」というルールを文面上では回避していた。
結局、カスタマーマシンによる参戦は新協定では事実上認められないこととなり、スーパーアグリとトロ・ロッソの2チームについては2009年までの間暫定的にカスタマーマシンの利用を認めるものの、2010年以降はシャシーも含め独自にマシンを開発しなければならなくなった。このため、カスタマーマシンの使用を前提に2008年からの新規参戦を予定していたプロドライブF1は2008年のF1世界選手権への参戦が不可能となった。スーパーアグリがF1撤退に追い込まれた際にも、中東の投資会社 (DIC) がこの問題を懸念してチーム買収交渉を放棄したと見られた。
ただ、いわゆるサブプライムローン問題に端を発する世界金融危機の影響から、F1においてもスポンサー料の減額・滞納等の影響による予算圧縮が急務となったことで、2008年夏以降再びカスタマーマシンの採用に関する論議が復活している。

### シリーズ分裂問題
旧協定は2007年末に期限切れを迎えたが、協定が未締結のチームが存在するため、2008年以降は事実上効力を有しない状況が続いていた。このため本来協定に基づきFOMから各チームに分配されるべきテレビ放映権料等の支払いが行われていなかった。この状況はトヨタによれば2006年から続いており、その金額は全チーム合計で数百億円にも上っていたという。
またレギュレーション変更についてもFIA側が一方的にチーム側に変更を通告する状況が続いており、特に2009年から利用が可能になった運動エネルギー回収システム (KERS) の導入を巡ってはレギュレーションが二転三転する混乱が同年のシリーズ開幕直前まで続いた。
これらの事情から、2008年7月には当時のF1に参戦していた10チームの代表が集まり「フォーミュラ・ワン・チームズ・アソシエーション」（Formula One Teams Association(FOTA)）を結成し、2010年以降のF1参戦を巡りFIAと鋭く対立した。特に2010年の選手権エントリーに関しては、チームの総予算に制約を加える「バジェットキャップ制」の導入を巡って激しい議論を繰り広げ、最終的にウィリアムズとフォース・インディアを除く8チームがエントリーに留保の条件をつける、異例の事態となった。
これに対しFIA側も、同年6月12日に発表した2010年の暫定エントリーリストの中で、前記の2チームに加えUSF1、マノーF1チーム、カンポス・グランプリという3チームの新規参戦を認め、さらに留保条件をつけたチームのうちフェラーリ、レッドブル、トロ・ロッソの3チームについては「2012年までFOAとの間に参戦契約がある」ことを理由に留保条件を却下。一方で残る5チームについては「留保条件を撤回しなければエントリーを認めない」として、FOTA側のチームの分断を狙った。
その後FIA・FOA側とFOTA側で水面下の交渉が続けられたが、6月18日にFOTAは「FIAが我々の提案を受け入れない場合、FOTAの8チームはF1を離脱し、2010年より新たな選手権を立ち上げる」ことを発表。FIAは同年6月19日に最終的な確定エントリーリストを発表する予定だったが、このようなFOTA側チームの態度に対し「法的措置を検討するために時間を要する」としてエントリーリストの発表を延期していた。
直後の6月24日、FIAとFOTAは一転して合意に達したことを正式発表した。この中で、参戦している全てのチームが2010年以降も参戦継続すること、2010年規則は基本的に2009年規則とすること、「バジェットキャップ」を廃止し2年以内に参戦コストを1990年代初頭レベルへ削減すること、キャップ前提でのエントリーだった新規チームにメーカーチームが積極的に技術支援を行うこと、スポーツ統治は1998年協定を一部改良したものを適用すること、が確認された。さらに、強権的・独善的などと批判されていたFIA会長のマックス・モズレーが、10月に行われる会長選挙へ出馬しないことも発表された。
FOTA加盟チームはバジェットキャップに代わりコスト削減の自主努力を行うことに合意し、年間予算の自主規制枠を定めた「リソース制限協定」（Resource Restriction Agreement(RRA)）を結んだ。
8月1日にはFIAがコンコルド協定の更改に合意したと発表した。新協定の有効期間は2012年末までとされる。BMWザウバーは7月29日にBMWが2009年限りでのF1撤退を発表したため、協定にサインできなかった。この枠は9月15日にロータスF1チーム（現ケータハム）のエントリーが追加承認された。さらに、シーズン終了後にはトヨタもF1撤退を表明したため、独自参戦に戻ったザウバーが最後の参戦枠を確保した。トヨタの場合、新コンコルド協定に調印して2012年までの参戦を確約していたため、契約不履行にあたるのではないかと問題視された。

### チーム協会との交渉
2009年以降は分裂騒動が鎮静化したが、2013年のコンコルド協定更改に向けて、FOTAとエクレストンとの駆け引きは続けられた。FOTAはF1の株式取得に興味があることを表明し、メディア王のルパート・マードックやフェラーリが関連する投資会社ルクソールがパートナーとして噂された。しかし、マードックが経営するニューズ・コープにスキャンダルが発覚し、この話は立ち消えとなった。
FOTAは更改交渉において一枚岩であることをアピールしようとしたが、2011年末にレッドブルとフェラーリが脱退した。この2チームに対しては、F1の持ち株会社の経営に関与できる特別契約が約束されたと報道された。その後、マクラーレンも同じ条件で合意し、メルセデスが待遇の差に不満を示したものの、チーム側との交渉は前回のような揉め事もなく推移した。
しかし、財政面ではチーム側との合意にこぎつけたものの、技術面で2014年より導入される新エンジンルール（1.6リッター・V6ターボ）の費用負担などを巡ってFIAとの交渉が難航。結局同年9月にFIA - FOM間の契約が結ばれたものの、各チームとの契約は未締結である（2013年10月現在）。
なお、11チーム中でマルシャのみがFOMとの合意に達していない。